# Южен Оксфордшър (община)
Община Южен Оксфордшър (на английски: South Oxfordshire District) е една от петте административни единици в област (графство) Оксфордшър, регион Югоизточна Англия. Населението на общината към 2010 година е 131 000 жители разпределени в множество селища на територия от 677.61 квадратни километра. Административното управление е базирано в селището Кроумарш Гифорд.

## География
Община Южен Оксфордшър обхваща югоизточните части на графство Оксфордшър по границата с областите Бъркшър на юг и Бъкингамшър на изток. Пет от населените места в района на общината са с градски статус. Диагонално, в посока от северозапад към югоизток, през Южен Оксфордшър протича река Темза, дефинирайки и част от границата с Бъркшър.
Североизточната част на общината се пресича от Автомагистрала М40, осъществяваща връзка със столицата Лондон на югоизток и агломерацията на Бирмингам на северозапад.
По-големи населени места на територията на общината:
| селище         | на английски     | население (2001) |
| -------------- | ---------------- | ---------------- |
| Дидкот         | Didcot           | 25 231           |
| Хенли на Темза | Henley-on-Thames | 10 513           |
| Тейм           | Thame            | 10 866           |
| Уолингфорд     | Wallingford      | 8019             |
| Уотлингтън     | Watlington       | 2139             |

## Население
Изменение на населението на общината за период от три десетилетия 1981-2010 година:
| година    | 1981    | 1991    | 2001    | 2010    |
| --------- | ------- | ------- | ------- | ------- |
| население | 117 100 | 120 000 | 128 300 | 131 000 |